# Karl Friedrich Hirschberg
Karl Friedrich Hirschberg, auch Karl Friedrich Hirschberger (* circa 20. November 1734 in Pirna, Sachsen; † 30. März 1790 in Pirmasens) war ein deutscher Maler.

## Leben
Karl Friedrich Hirschberg stammte aus Pirna in Sachsen. Am 1. Juli 1765 wurde er in Darmstadt zum Hofmaler ernannt. Am 5. September 1765 rückte jedoch nach dem Tod Johann Christian Fiedlers, des Onkels Hirschbergs, Johann Ludwig Strecker von Buchsweiler als Darmstädter Hofmaler nach. Daraufhin wurde Hirschberg am 23. Oktober desselben Jahres als dritter Hofmaler in Buchsweiler angestellt. In dieser Position bezog er ein Gehalt von 100 Gulden. Hirschberg schuf eine Schönheitengalerie für Ludwig IX. von Hessen-Darmstadt und wurde auch bei der Produktion von Soldatenbildern für Ludwigs Sammlung eingesetzt. Johann Heinrich Merck beschrieb seine Tätigkeit in einem Brief vom 18. September 1780 an Karl-August von Sachsen-Weimar und Eisenach mit folgenden Worten: „Ein Dritter HofMahler ist damit beschäfftigt nichts wie Französische Damen sowohl würkliche als mögliche zu mahlen, u. diese in allen Stellungen und Kleidungen.“
Von Hirschberg stammt ein Porträt des Freiherrn Ludwig Carl von Weitolshausen, gen. Schrautenbach. Eine Radierung von Karl Göpffert nach diesem Gemälde befindet sich unter der Signatur Ho 1462 in der Grafiksammlung des Hessischen Landesmuseums.